# Chi Bỏng nẻ
Chi Bỏng nẻ (danh pháp khoa học: Serissa) là một chi thực vật có hoa trong họ Thiến thảo (Rubiaceae).

## Loài
Chi Serissa gồm 1 loài đã biết:
- Serissa japonica (Thunb.) Thunb.: Né, bỏng nẻ, mãng thiên hương, bạch đinh hoa, bạch tuyết mai, bạch ngọc mai, ngàn sao, bạch mã cốt, lục nguyệt tuyết. Loài này là bản địa Nhật Bản, Trung Quốc, Việt Nam và Nepal.
- Một vài hệ thống tách Serissa serissoides (DC.) Druce như là một loài tách biệt.[cần dẫn nguồn]

## Hình ảnh

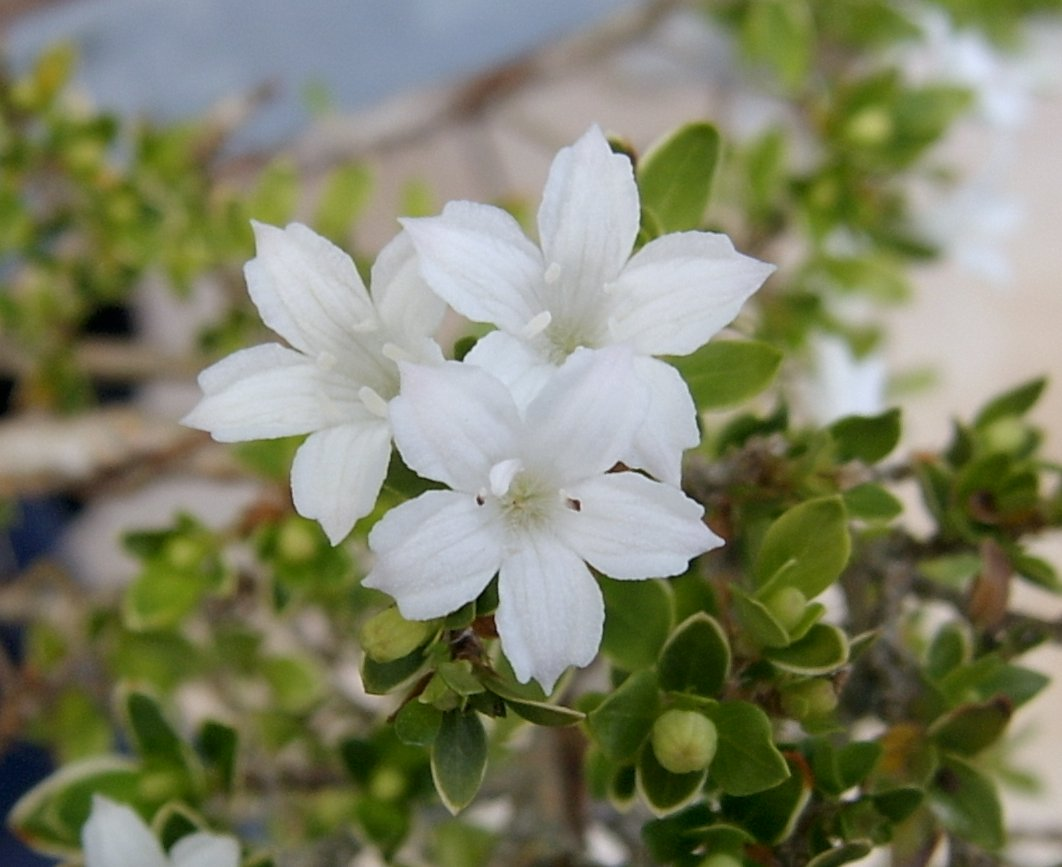